# 比尔贾语
比尔贾语是一种分布在印度的蒙达语族语言，和阿苏尔语关系密切。但Anderson 基于Prasad (1961:314)认为，比尔贾语可能是一种印度-伊朗语族语言，尽管比尔贾人是阿苏尔人的一支。

## 地理分布
据《民族语》，比尔贾语分布在：
- 贾坎德邦：洛哈达伽县和兰契县
- 西孟加拉邦：大吉岭县和杰尔拜古里县
- 中央邦
- 奥里萨邦